# Dance-off: Sfida a ritmo di danza
Dance off: Sfida a ritmo di danza (Dance-off), conosciuto anche come Platinum the Dance Movie, è un film del 2014 diretto da Alex Di Marco.

## Trama
Brandon e Jasmine sono migliori amici e compagni di danza. Un giorno Brandon deve trasferirsi per motivi familiari e va via senza poter dire addio a Jasmine, lasciandola con il cuore spezzato. Fortunatamente, entrambi hanno continuato a ballare. Anni dopo, Jasmine brilla negli studi Diamond Dance e cerca di tenere a bada sua madre Jo-Ann. Brandon invece frequenta lo studio Shockwave Studio che ha disperatamente bisogno di finanziamenti per non chiudere. 
In occasione della competizione nazionale organizzata da Mary e da suo figlio JT, il cui primo premio ammonta a $25000, i due giovani ballerini si rincontrano e si sfidano.

## Curiosità
- Kathryn McCormick ha partecipato al reality americano della Fox So You Think You Can Dance.